# Сборная Пакистана по крикету
Сборная Пакистана по крикету (урду پاکستان کرکٹ ٹیم‎) представляет Исламскую Республику Пакистан в международных тестовых матчах, а также матчах ODI и Twenty20 по крикету. Команда, получившая тестовый статус в 1952 году, управляется Пакистанским крикетным советом. Пакистан занимает пятое место в тестовом рейтинге, шесто место в рейтинге ODI и четвёртую позицию в списке сильнейших команд Twenty20.
Команда провела 370 тестовых матчей, 115 из которых выиграла, уступила в 101, 154 встречи завершились ничьей-дроу. Команда обладает третьим в мире показателем соотношения побед и поражений (1,13) и пятым общим показателем доли тестовых побед (31,33 %). Пакистан провёл 791 матч по правилам ODI, выиграв 423, уступив в 343, сыграв в ничью-тай в 7, ещё 17 игр завершились без результата. Также пакистанцы приняли участие в 67 встречах по правилам Twenty20, выиграв 40 и сведя вничью 2. Все остальные матчи завершились без результата — Пакистан не проиграл ни одной встречи в этом формате.
В 1992 году Пакистан выиграл чемпионат мира ODI, а в 1999 году азиаты стали серебряными призёрами первенства. В 2007 году Пакистан стал вице-чемпионом чемпионата Twenty20. До создания Пакистана некоторые спортсмены-мусульмане представляли Индию. На эмблеме сборной и крикетного совета Пакистана изображена золотая звезда, в центре которой присутствует надпись «Пакистан» на урду.

## Стадионы

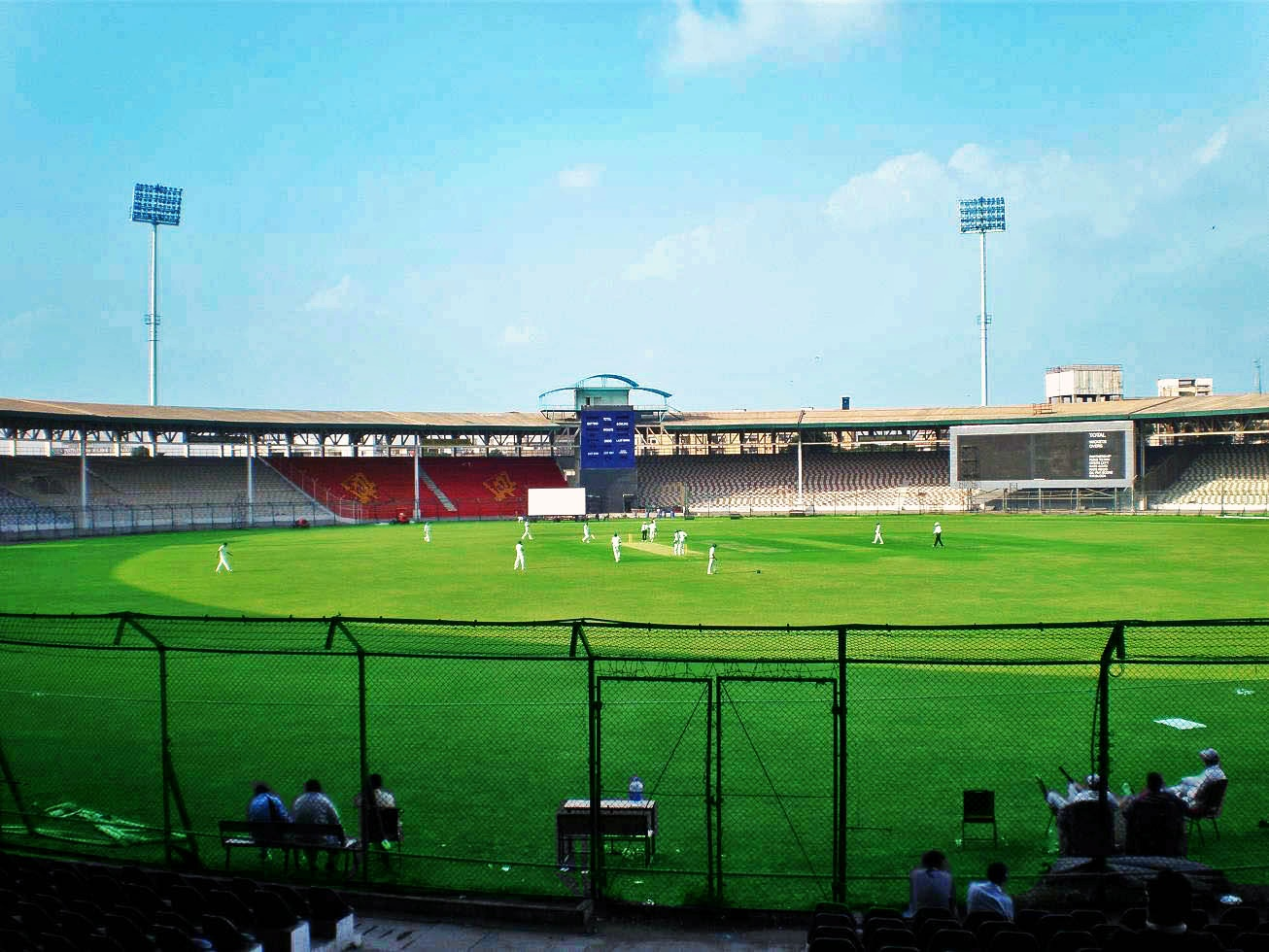
Национальный стадион в Карачи.

| Стадион                          | Город       | Тестовые матчи | Матчи ODI |
| -------------------------------- | ----------- | -------------- | --------- |
| «Каддафи»                        | Лахор       | 39             | 57        |
| Национальный стадион             | Карачи      | 41             | 46        |
| «Икбал»                          | Фейсалабад  | 24             | 16        |
| Крикетный стадион Равалпинди     | Равалпинди  | 8              | 21        |
| «Арбаб Ниаз Стэдиум»             | Пешавар     | 6              | 15        |
| Крикетный стадион Мултана        | Мултан      | 5              | 7         |
| «Ниаз Стэдиум»                   | Хайдарабад  | 5              | 7         |
| «Джиннах Стэдиум»                | Гуджранвала | 4              | 9         |
| «Багх-э-Джиннах»                 | Лахор       | 3              | 0         |
| «Шекхупура Стэдиум»              | Шекхупура   | 2              | 2         |
| «Джиннах Стэдиум»                | Сиялкот     | 1              | 11        |
| «Ибн-э-Касим Багх Стэдиум»       | Мултан      | 1              | 6         |
| «Пинди Клаб Граунд»              | Равалпинди  | 1              | 2         |
| «Дефенс Хаусинг Оторити Стэдиум» | Карачи      | 1              | 0         |
| «Бахавал Стэдиум»                | Бахавалпур  | 1              | 0         |
| «Зафар Али Стэдиум»              | Сахивал     | 0              | 2         |
| «Аюб Нейшнл Стэдиум»             | Кветта      | 0              | 2         |
| «Саргодха Стэдиум»               | Саргодха    | 0              | 1         |
| «Бугти Стэдиум»                  | Кветта      | 0              | 1         |
| «Захур Элахи Стэдиум»            | Гуджрат     | 0              | 0         |

## Выступления
| Чемпионат мира ODI | Чемпионат мира Twenty20                                          | Чемпионс Трофи | Кубок Азии | Австрал-Азийский кубок                       | Азиатский тестовый чемпионат       | Игры Содружества  |
| --- | ---------------------------------------------------------------- | --- | --- | -------------------------------------------- | ---------------------------------- | ----------------- |
| - 1975: 1-й раунд - 1979: полуфинал - 1983: полуфинал - 1987: полуфинал - 1992: победа - 1996: четвертьфинал - 1999: финал - 2003: 1-й раунд - 2007: 1-й раунд - 2011: полуфинал - 2015: четвертьфинал | - 2007: финал - 2009: победа - 2010: полуфинал - 2012: полуфинал | - 1998: четвертьфинал - 2000: полуфинал - 2002: 1-й раунд - 2004: полуфинал - 2006: 1-й раунд - 2009: полуфинал - 2013: 1-й раунд | - 1984: третье место - 1986: финал - 1988: третье место - 1990–91: не участвовали - 1995: третье место - 1997: третье место - 2000: победа - 2004: третье место - 2008: третье место - 2010: третье место - 2012: победа | - 1986: победа - 1990: победа - 1994: победа | - 1998–99: победа - 2001–02: финал | - 1998: 1-й раунд |